# Mielichhoferia megalocarpum
Mielichhoferia megalocarpum är en bladmossart som beskrevs av Mitten 1869. Mielichhoferia megalocarpum ingår i släktet kismossor, och familjen Bryaceae. Inga underarter finns listade i Catalogue of Life.